# 阿曼阿拉伯語
阿曼阿拉伯語（ 阿拉伯语：‎）又稱哈吉爾阿拉伯語，是阿拉伯語所有方言中分布最東的一支，主要分布在阿曼的哈吉爾山和一些沿海城鎮、阿拉伯聯合大公國的部分地區。本方言受到斯瓦希里語不少的影響，也因此在肯亞地區有極少量的分布。阿曼阿拉伯語又可再細分為Dhofari及Shihhi兩種。